# 吕内勒
吕内勒（法語：Lunel，法語發音：[lynɛl]），法国南部城市，奥克西塔尼大区埃罗省的一个市镇，隶属于蒙彼利埃区，其市镇面积为23.09平方公里，2022年1月1日时人口数量为26,380人，在法国城市中排名第331位。
吕内勒位于埃罗省东部，其东侧隔维杜勒河与加尔省相望，是一个区域性的中心城市，塔拉斯孔－塞特铁路和多条公路在此交汇。吕内勒历史上曾出现犹太人社团，有“小杰里科”之称；现代则因吉哈德主义而闻名，被一些媒体称为“埃罗省的莫伦贝克”。

## 地名来源
“Lunel”一名的来源尚不清楚。12世纪时，当地曾出现犹太人社团，吕内勒因此被称为“小杰里科”，但尚无资料显示该名称与“吕内勒”之间存在关联。
吕内勒所处区域历史上曾通行朗格多克方言，“Lunel”在奥克语维基百科中及Openstreetmap中被标记为“Lunèl”。

## 历史

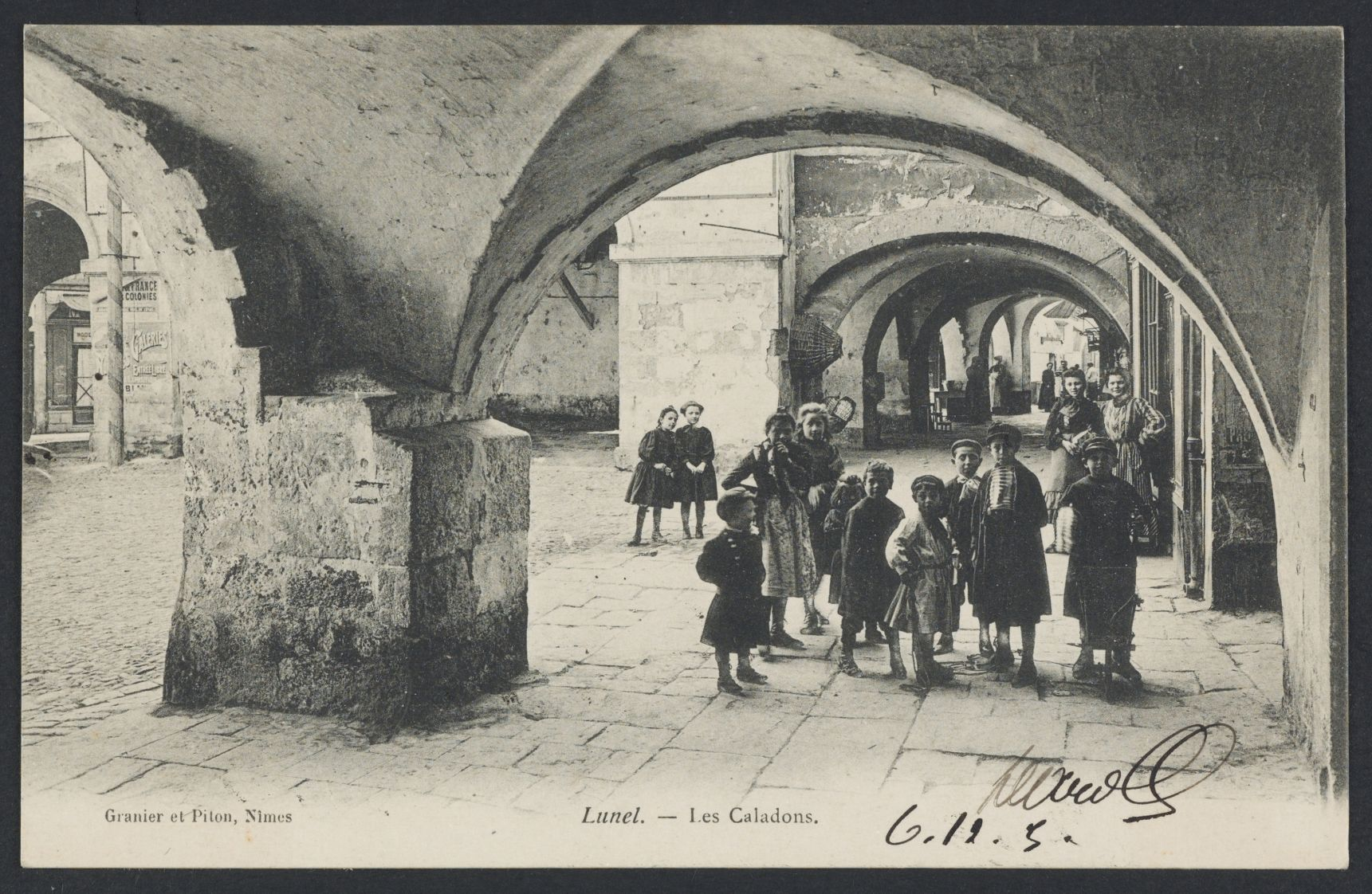
20世纪初吕内勒街头的孩童

吕内勒的早期历史尚不清楚。根据当地官方网站的论述，吕内勒最初于中世纪中期形成聚落。12世纪时，来自西班牙的犹太人因战乱而迁徙至朗格多克地区，吕内勒形成犹太人社团。13世纪末，吕内勒的居民数量达到了5,000人，其中犹太人约250名。1306年，法兰西国王腓力四世下令驱逐犹太人，当地的犹太学校被迫关闭，犹太人数量大幅下降；至14世纪末，犹太人被完全禁止生活在朗格多克地区。1666年，罗讷河—塞特运河建成，此后又于1728年开通了吕内勒运河，吕内勒成为一个区域性的商贸中心。法国大革命后，吕内勒成为埃罗省的一个市镇。1845年，塔拉斯孔－塞特铁路及吕内勒站建成。二战后，得益于朗格多克地区旅游业的发展，吕内勒人口数量逐年增加，当地吸引了大批来自北非的原法国殖民地居民。2011年叙利亚内战爆发后，数十名吕内勒穆斯林青年选择前往叙利亚参与圣战，吕内勒因此被一些媒体称为“埃罗省的莫伦贝克”。

## 地理

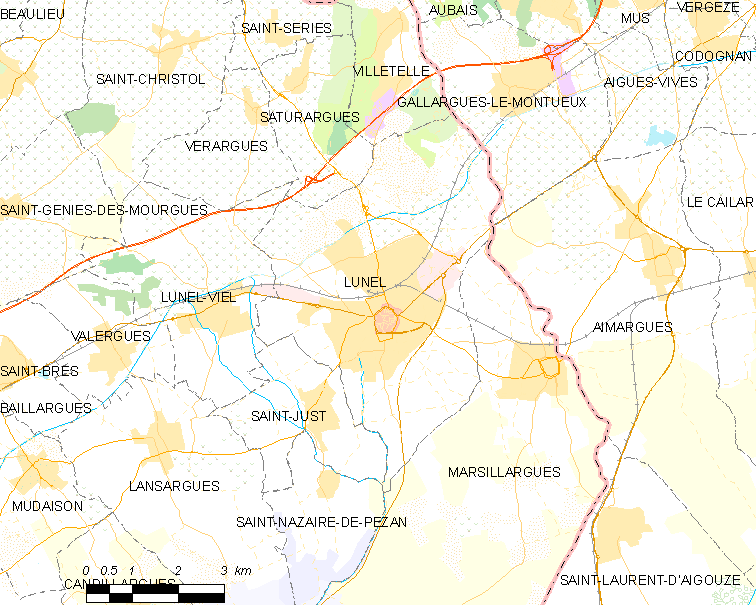
吕内勒市镇范围地图

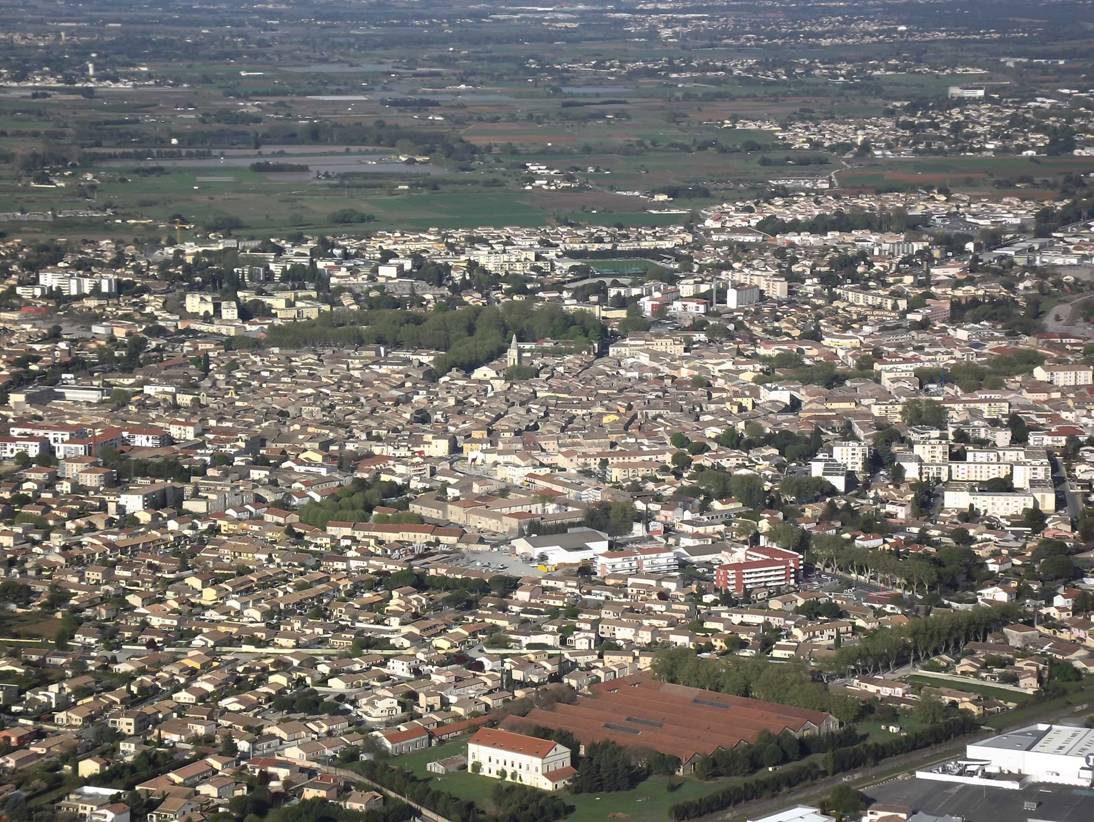
吕内勒航拍

吕内勒位于法国南部，奥克西塔尼大区东部和埃罗省东部，距离省会蒙彼利埃大约25公里。与吕内勒接壤的市镇包括：萨蒂拉尔格、维勒泰勒、加拉尔格勒蒙蒂厄、吕内勒维耶勒、圣瑞斯特、艾马尔格、圣纳泽尔德佩藏和马西亚格。

### 地形
吕内勒位于地中海朗格多克沿海平原腹地，境内以平原为主，市镇中心地势较为平坦，市镇北端部分区域略有起伏，全境海拔在2到53米之间。

### 水文
吕内勒位于维杜勒河右岸，人工开凿的罗讷河—塞特运河和吕内勒运河分别从市区北部和南部经过，两河间并未直接连通，且因缺乏维护，后者的航运功能已丧失。

### 植被
吕内勒属于亚热带常绿硬叶林区，让·雨果公园（Parc Jean Hugo）是当地主要的城市绿地。
在鲜花城市的评比中，吕内勒被评为3星级鲜花城市。

### 气候
吕内勒在柯本气候分类法中属于地中海气候（Csb）。
距离吕内勒最近的常年气象站位于加拉尔格勒蒙蒂厄境内，该气象站曾于2019年6月28日出现45.9摄氏度的法国本土高温记录。以下为该气象站的数据（其中日照数据取自蒙彼利埃气象站，部分极端值取自尼姆气象站）：
| 加拉尔格勒蒙蒂厄 1981年－2019年 | 加拉尔格勒蒙蒂厄 1981年－2019年 | 加拉尔格勒蒙蒂厄 1981年－2019年 | 加拉尔格勒蒙蒂厄 1981年－2019年 | 加拉尔格勒蒙蒂厄 1981年－2019年 | 加拉尔格勒蒙蒂厄 1981年－2019年 | 加拉尔格勒蒙蒂厄 1981年－2019年 | 加拉尔格勒蒙蒂厄 1981年－2019年 | 加拉尔格勒蒙蒂厄 1981年－2019年 | 加拉尔格勒蒙蒂厄 1981年－2019年 | 加拉尔格勒蒙蒂厄 1981年－2019年 | 加拉尔格勒蒙蒂厄 1981年－2019年 | 加拉尔格勒蒙蒂厄 1981年－2019年 | 加拉尔格勒蒙蒂厄 1981年－2019年 |
| 月份                            | 1月                             | 2月                             | 3月                             | 4月                             | 5月                             | 6月                             | 7月                             | 8月                             | 9月                             | 10月                            | 11月                            | 12月                            | 全年                            |
| ------------------------------- | ------------------------------- | ------------------------------- | ------------------------------- | ------------------------------- | ------------------------------- | ------------------------------- | ------------------------------- | ------------------------------- | ------------------------------- | ------------------------------- | ------------------------------- | ------------------------------- | ------------------------------- |
| 历史最高温 °C（°F）             | 22 (72)                         | 23.8 (74.8)                     | 28.6 (83.5)                     | 32 (90)                         | 36 (97)                         | 45.9 (114.6)                    | 40.1 (104.2)                    | 40.4 (104.7)                    | 35.9 (96.6)                     | 33.1 (91.6)                     | 26.1 (79.0)                     | 22 (72)                         | 40.6 (105.1)                    |
| 平均高温 °C（°F）               | 11.5 (52.7)                     | 13.2 (55.8)                     | 16.6 (61.9)                     | 19 (66)                         | 23.7 (74.7)                     | 27.8 (82.0)                     | 31.1 (88.0)                     | 30.9 (87.6)                     | 26 (79)                         | 20.8 (69.4)                     | 15.1 (59.2)                     | 12 (54)                         | 20.6 (69.1)                     |
| 日均气温 °C（°F）               | 6.9 (44.4)                      | 8.1 (46.6)                      | 11 (52)                         | 13.5 (56.3)                     | 17.8 (64.0)                     | 21.5 (70.7)                     | 24.5 (76.1)                     | 24.3 (75.7)                     | 20.1 (68.2)                     | 16 (61)                         | 10.5 (50.9)                     | 7.7 (45.9)                      | 15.2 (59.4)                     |
| 平均低温 °C（°F）               | 2.2 (36.0)                      | 3 (37)                          | 5.5 (41.9)                      | 7.9 (46.2)                      | 12 (54)                         | 15.2 (59.4)                     | 18 (64)                         | 17.8 (64.0)                     | 14.1 (57.4)                     | 11.2 (52.2)                     | 5.9 (42.6)                      | 3.3 (37.9)                      | 9.7 (49.5)                      |
| 历史最低温 °C（°F）             | −12.5 (9.5)                     | −9 (16)                         | −6.7 (19.9)                     | −0.7 (30.7)                     | 3.5 (38.3)                      | 8 (46)                          | 11.6 (52.9)                     | 8.5 (47.3)                      | 5 (41)                          | −0.9 (30.4)                     | −5.5 (22.1)                     | −9.1 (15.6)                     | −12.5 (9.5)                     |
| 平均降水量 mm（）               | 61.3 (2.41)                     | 43.3 (1.70)                     | 32.2 (1.27)                     | 66.8 (2.63)                     | 49.9 (1.96)                     | 33 (1.3)                        | 20.1 (0.79)                     | 44.8 (1.76)                     | 103.7 (4.08)                    | 113.2 (4.46)                    | 71.3 (2.81)                     | 64.4 (2.54)                     | 704 (27.7)                      |
| 月均日照時數                    | 142.9                           | 168.1                           | 220.9                           | 227.0                           | 263.9                           | 312.4                           | 339.7                           | 298.0                           | 241.5                           | 168.6                           | 148.8                           | 136.5                           | 2,668.2                         |
| 来源：infoclimat.fr             |                                 |                                 |                                 |                                 |                                 |                                 |                                 |                                 |                                 |                                 |                                 |                                 |                                 |

## 行政区划
吕内勒的市镇编号为34145，邮政编号为34400。
在行政管理方面，吕内勒隶属于法国奥克西塔尼大区埃罗省蒙彼利埃区；在地方选举方面，吕内勒是吕内勒县的中央投票站所在地，其市镇范围全境被划入埃罗省第九选区；在社会管理方面，吕内勒是吕内勒地区市镇公共社区的办公驻地。
截至2023年10月，吕内勒的中心与外围街区（Centre Et Périphérie）为城市政策优先街区，该区域实行街区自治制度。
法国国家统计与经济研究所（简称）在进行数据统计时，将吕内勒及相邻的另外8个市镇设为吕内勒城市核心区（Unité urbaine de Lunel）及吕内勒城市区。自2020年起，吕内勒城市区被撤销，吕内勒被划入包含161个市镇的蒙彼利埃城市辐射区。此外，还将吕内勒市镇分为了8个“块区”（IRIS），以便于统计人口分布情况。

## 交通

### 公路
法国国道N113线和埃罗省省道D24线、D34线、D34E6线、D61线、D171E1线在吕内勒境内交汇。奥克西塔尼大区下属的城际客运提供巴士线路，可前往卡斯泰尔诺勒莱兹、拉特等地。
| 27 | 4.8 |

| 28 | 13 |

| 蒙彼利埃 | 25 |

| 巴亚尔格 | 11 |

| 勒格罗迪鲁瓦 | 22 |

| 索米耶尔 | 14 |

| 圣吉勒 | 31 |

| 加拉尔格勒蒙蒂厄 | 8 |

2020年，78.7%的吕内勒家庭拥有至少一辆私人汽车。2021年，吕内勒境内共发生各类交通事故9起，造成1人遇难，11人受伤，其中7人重伤。

### 铁路

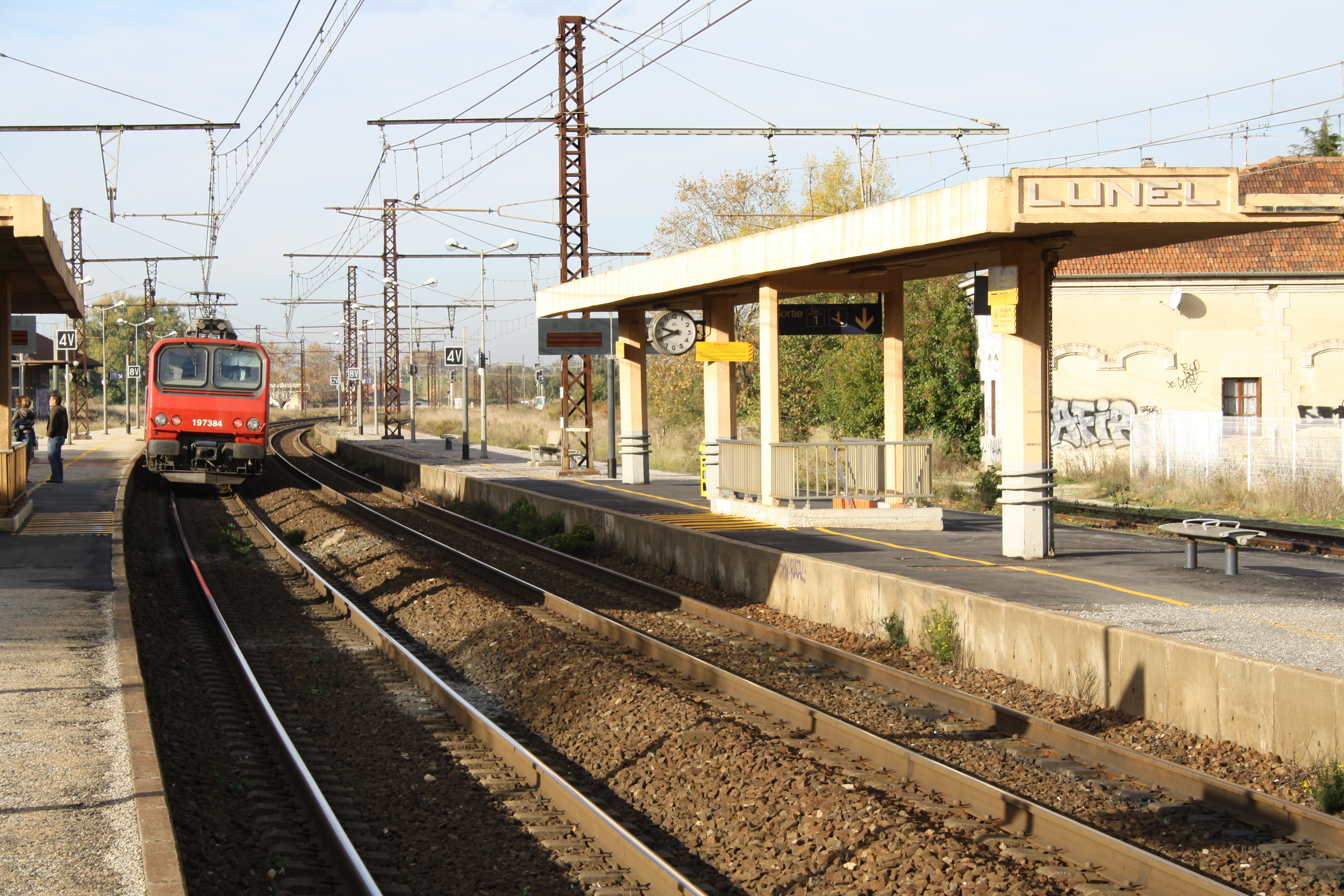
吕内勒火车站的站台

吕内勒位于塔拉斯孔－塞特铁路上。吕内勒站位于市区北部，该站停靠往返于纳博讷和阿维尼翁一线的区域列车，部分班次可直通图卢兹、马赛及塞贝尔。

### 航空
距离吕内勒最近的民用航空站为22公里外的蒙彼利埃机场。

### 城市公共交通
截至2023年10月，吕内勒市区共有六条城市公共交通线路，路网覆盖了吕内勒市区内的主要街道和居民区，以及周边的部分市镇。

## 政治

### 市政内阁

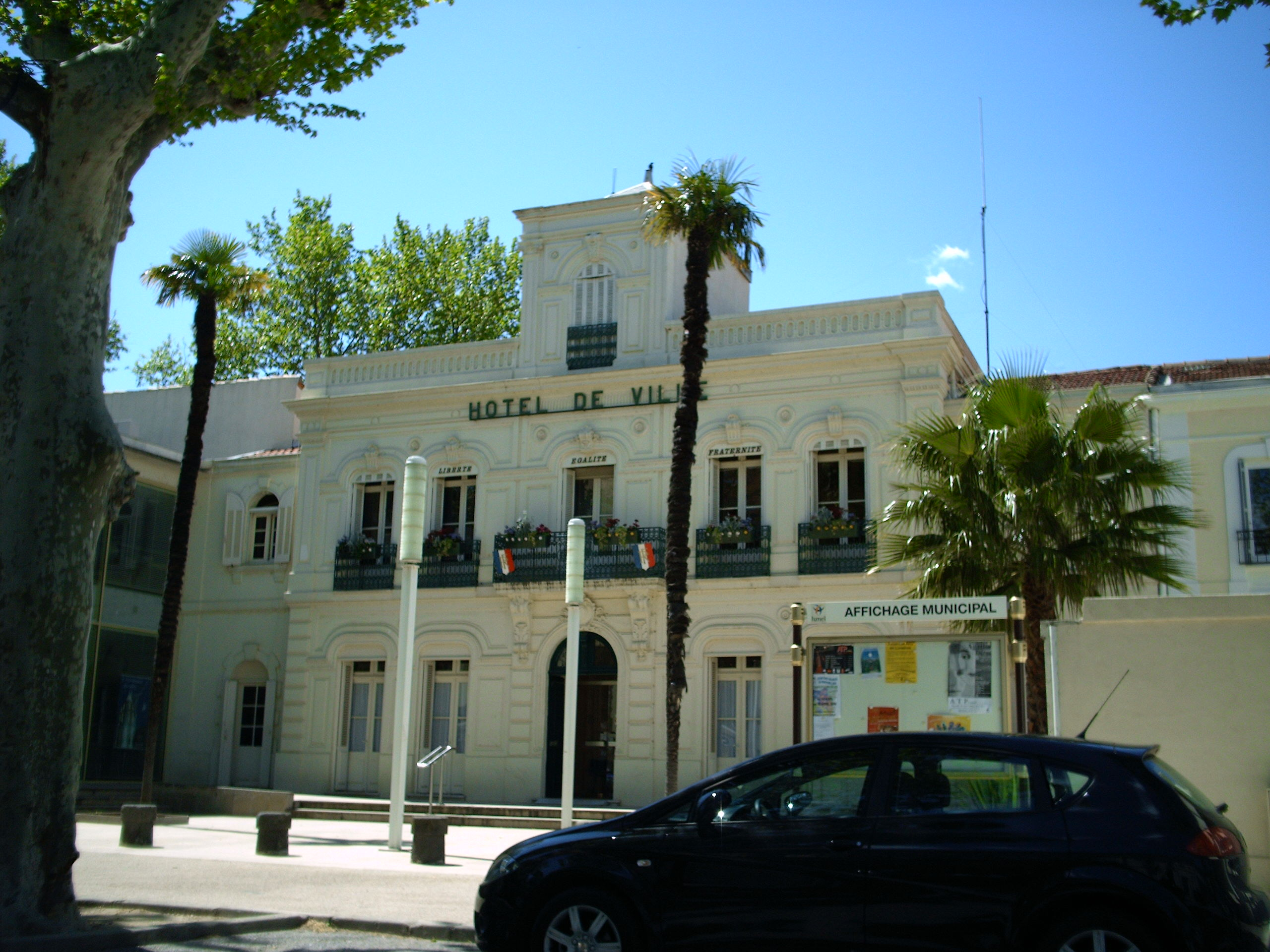
吕内勒市政厅

吕内勒的现任市长为皮埃尔·苏若尔先生（Pierre SOUJOL），他是一名无党派人士，在2020年的市政选举中获得了46.15%的支持率。
| 吕内勒历届市长 | 吕内勒历届市长               | 吕内勒历届市长    |
| 任期           | 市长                         | 党派              |
| -------------- | ---------------------------- | ----------------- |
| 1945年－1959年 | Bruno BRUNEL 布吕诺·布吕内尔 | 不详              |
| 1959年－1965年 | Paul VALENTIN 保罗·瓦朗坦    | 不详              |
| 1965年－1977年 | René PARRY 勒内·帕里         | 不详              |
| 1977年－1983年 | Élie RAUZIER 埃利·罗齐耶     | PS社会党          |
| 1983年－1989年 | Henri CANITROT 亨利·卡尼特罗 | RPR保衛共和聯盟   |
| 1989年－2001年 | Claude BARRAL 克洛德·巴拉尔  | PS社会党          |
| 2001年－2020年 | Claude ARNAUD 克洛德·阿诺    | DVD右翼无党派人士 |
| 2020年－       | Pierre SOUJOL 皮埃尔·苏若尔  | 無黨籍            |

### 各级选举
| 吕内勒历届投票选举结果 | 吕内勒历届投票选举结果 | 吕内勒历届投票选举结果 | 吕内勒历届投票选举结果 | 吕内勒历届投票选举结果      | 吕内勒历届投票选举结果 | 吕内勒历届投票选举结果 | 吕内勒历届投票选举结果    | 吕内勒历届投票选举结果 | 吕内勒历届投票选举结果 |
| 选举项目               | 选举范围               | 选区单位               | 选区单位内的选举结果   | 选区单位内的选举结果        | 选区单位内的选举结果   | 选区单位内的选举结果   | 选区单位内的选举结果      | 选区单位内的选举结果   | 参考资料               |
| 选举项目               | 选举范围               | 选区单位               | 第一轮胜出者           | 第一轮胜出者                | 支持率                 | 第二轮胜出者           | 第二轮胜出者              | 支持率                 | 参考资料               |
| ---------------------- | ---------------------- | ---------------------- | ---------------------- | --------------------------- | ---------------------- | ---------------------- | ------------------------- | ---------------------- | ---------------------- |
| 2017年法國總統選舉     | 法國                   | 市镇                   |                        | 玛丽娜·勒庞                 | 30.28%                 |                        | 埃马纽埃尔·马克龙         | 54.22%                 | [ 33 ]                 |
| 2017年法国立法选举     | 埃罗省第九选区         | 市镇                   |                        | 帕特里克·维尼亚尔           | 36.78%                 |                        | 帕特里克·维尼亚尔         | 57.44%                 | [ 33 ]                 |
| 2019年欧洲议会选举     | 法國                   | 市镇                   |                        | 若尔丹·巴尔代拉             | 35.63%                 | （不适用）             | （不适用）                | （不适用）             | [ 35 ]                 |
| 2021年法国省级选举     | 埃罗省                 | 县                     |                        | 热罗姆·布瓦松 波莱特·古容   | 35.91%                 |                        | 热罗姆·布瓦松 波莱特·古容 | 64.1%                  | [ 36 ]                 |
| 2021年法国省级选举     | 埃罗省                 | 市镇                   |                        | 伊萨贝尔·比费 纪尧姆·武泽洛 | 35.13%                 |                        | 热罗姆·布瓦松 波莱特·古容 | 61.78%                 | [ 36 ]                 |
| 2021年法国大区选举     | 奧克西塔尼大區         | 市镇                   |                        | 卡萝尔·德尔加               | 34.29%                 |                        | 卡萝尔·德尔加             | 50.11%                 | [ 37 ]                 |
| 2022年法国总统选举     | 法國                   | 市镇                   |                        | 玛丽娜·勒庞                 | 29.5%                  |                        | 玛丽娜·勒庞               | 51.26%                 | [ 33 ]                 |
| 2022年法国立法选举     | 埃罗省第九选区         | 市镇                   |                        | 弗雷德里克·博尔             | 32.69%                 |                        | 纳迪娅·贝拉乌尼           | 50.44%                 | [ 33 ]                 |

## 人口
2020年，吕内勒市镇人口数量为26,356，在法国排名第331位。其中男性12,693人，女性13,663人，75岁及以上人口占9.0%，外籍人口数量为3,107人，人口密度为1,103人/平方公里，当地居民被称为（男性）或（女性）。2021年，吕内勒境内出生306人，死亡人口286人。
| 吕内勒1901年－2020年人口变化情况 |
|                                  |
| 数据来源：Cassini、INSEE         |

## 经济

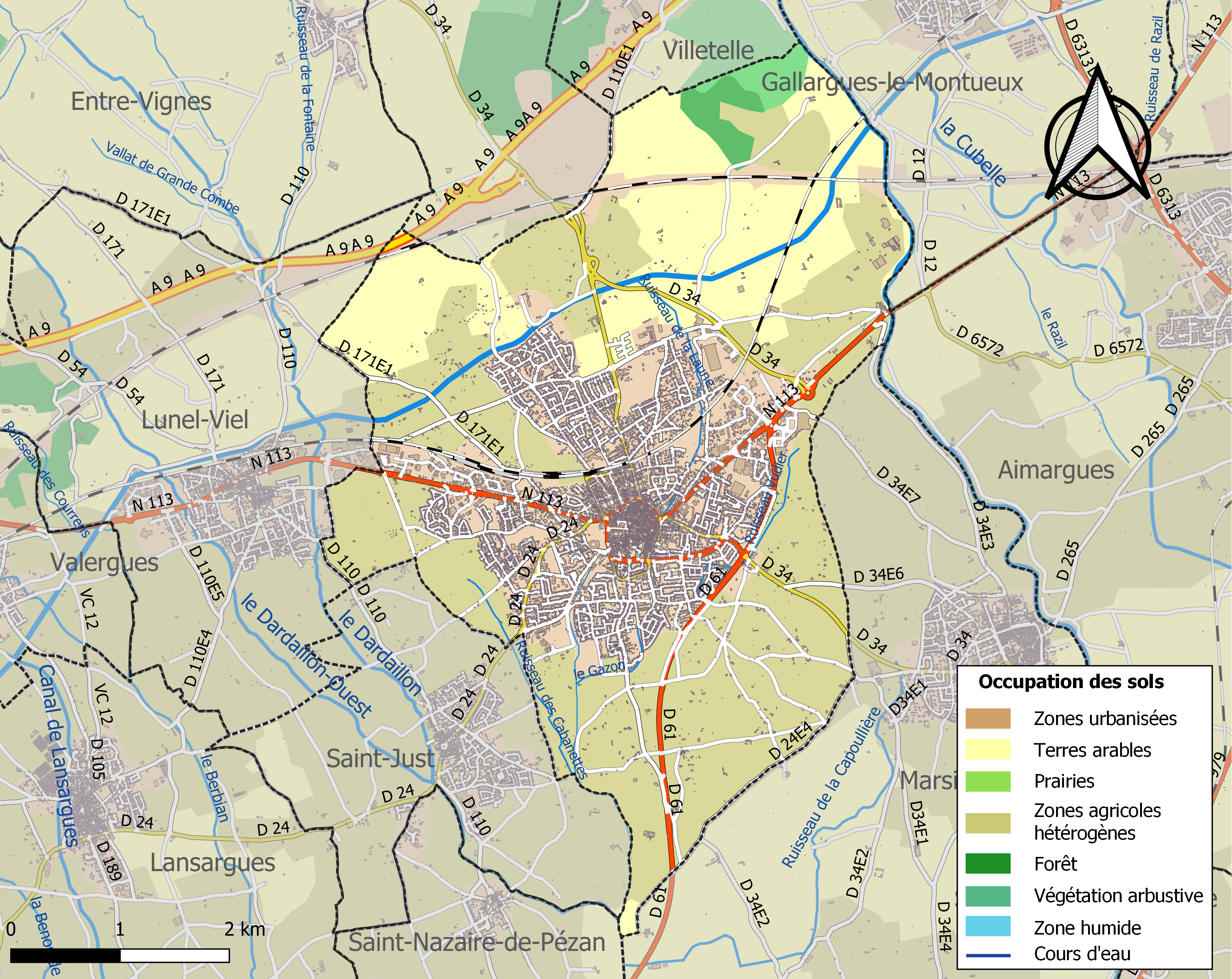
吕内勒土地利用情况地图

吕内勒是一个区域性的中心城市。截至2023年10月，吕内勒市镇范围内共有各类用人单位（包含自雇）5,457家，平均历史为13年，其中99.43%为中小型企业（PME），2023年8月至10月间，当地的经济活力指数为0.4%。（器械制造）、（水处理）及（货车出租）是当地2021年营业额最高的三个企业，分别为24,775,428欧元、19,244,341欧元和15,918,620欧元。

## 财政与居民收入
2021年，吕内勒的财政收入总额为35,802,600欧元，财政支出总额为29,595,400欧元，当年的债务总额为24,644,900欧元。2021年，吕内勒市镇通过增值税获得1,003,990欧元的收入，此外当地还共获得了1,097,890欧元的国家直接财政补助。
2019年，吕内勒的人均月收入总额为2,033欧元，其中高级职员为3,392欧元，低于法国平均水平（4,230欧元）；中级职员为2,307欧元，低于法国平均水平（2,411欧元）；普通职员为1,686欧元，亦低于法国平均水平（1,740欧元）。
2020年，吕内勒境内的贫困率为23%，青壮年（15至64岁）失业率为18.7%；2022年，当地32.4%的家庭拥有纳税资格，平均纳税3,138欧元，低于法国平均水平（4,393欧元）。

## 社会事务

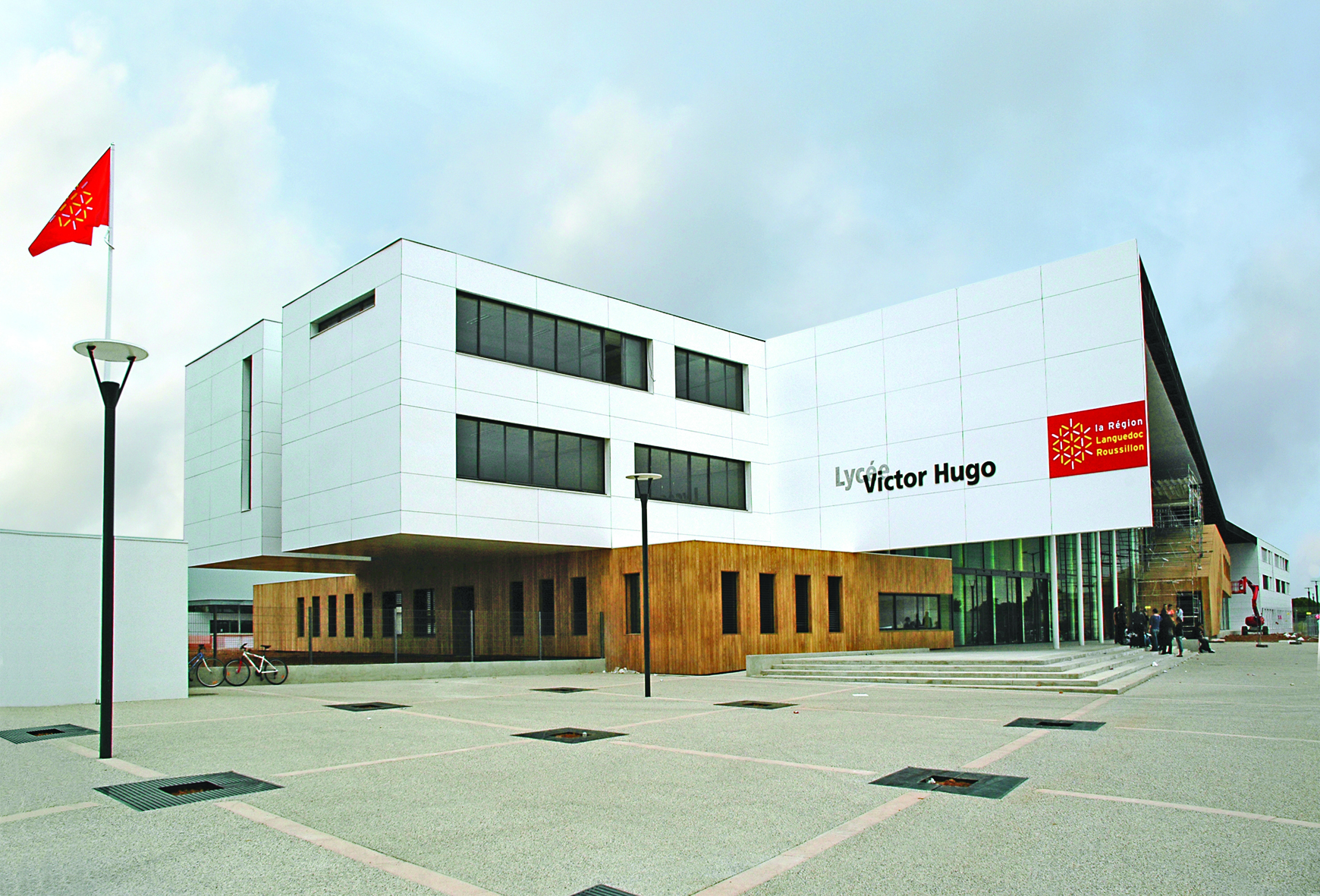
吕内勒的一所高级中学

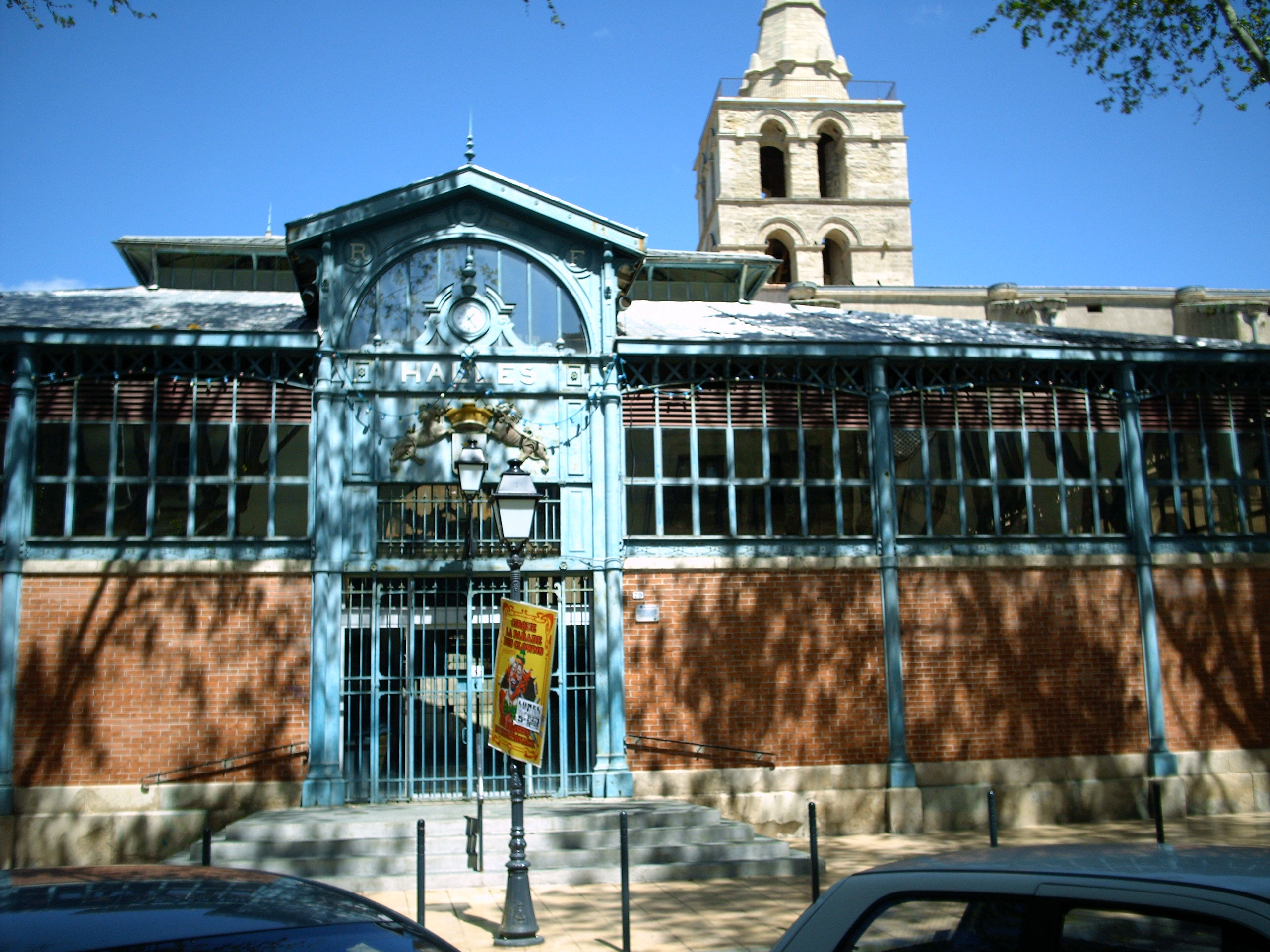
集市大堂

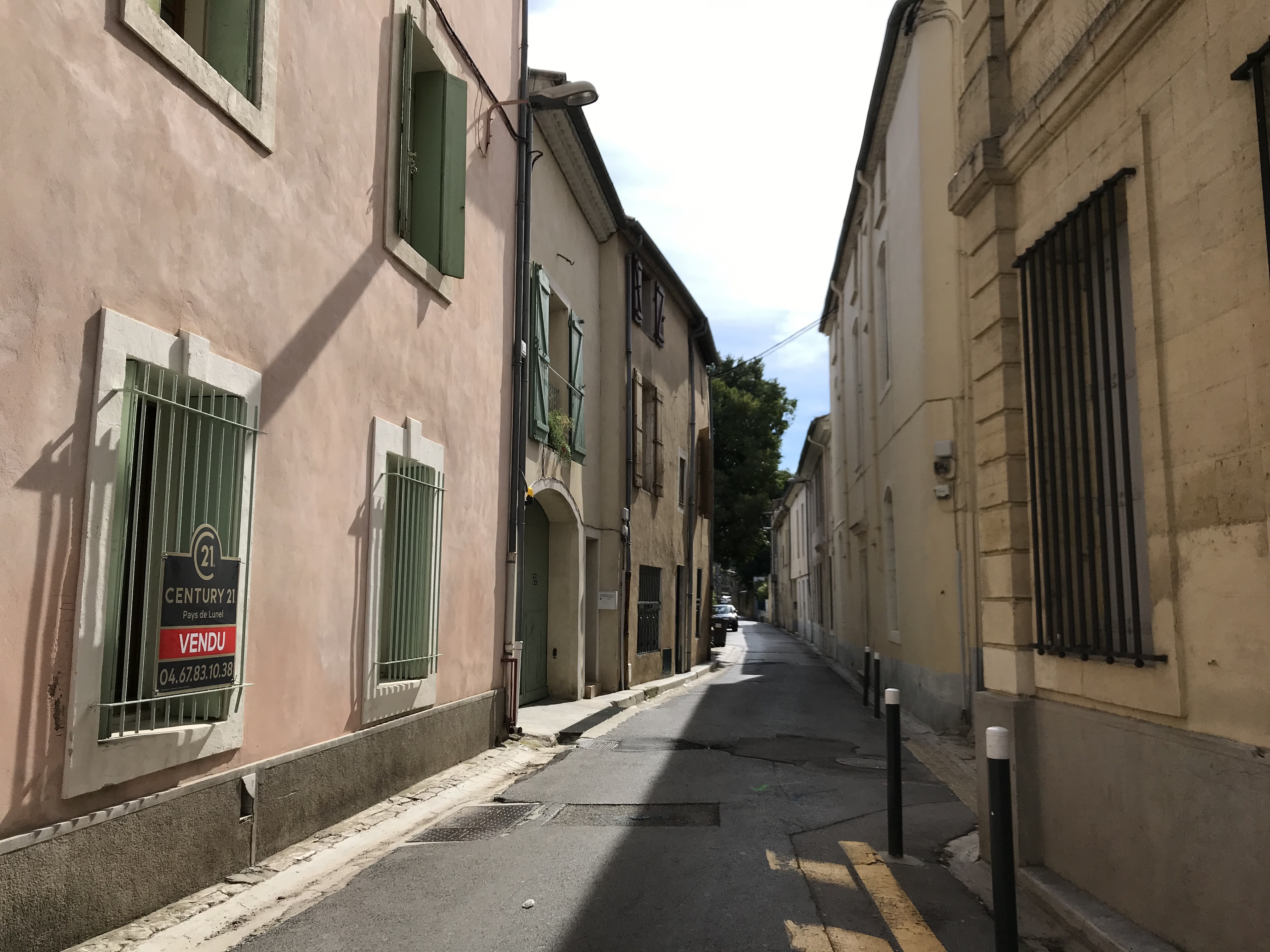
萨迪·卡诺街

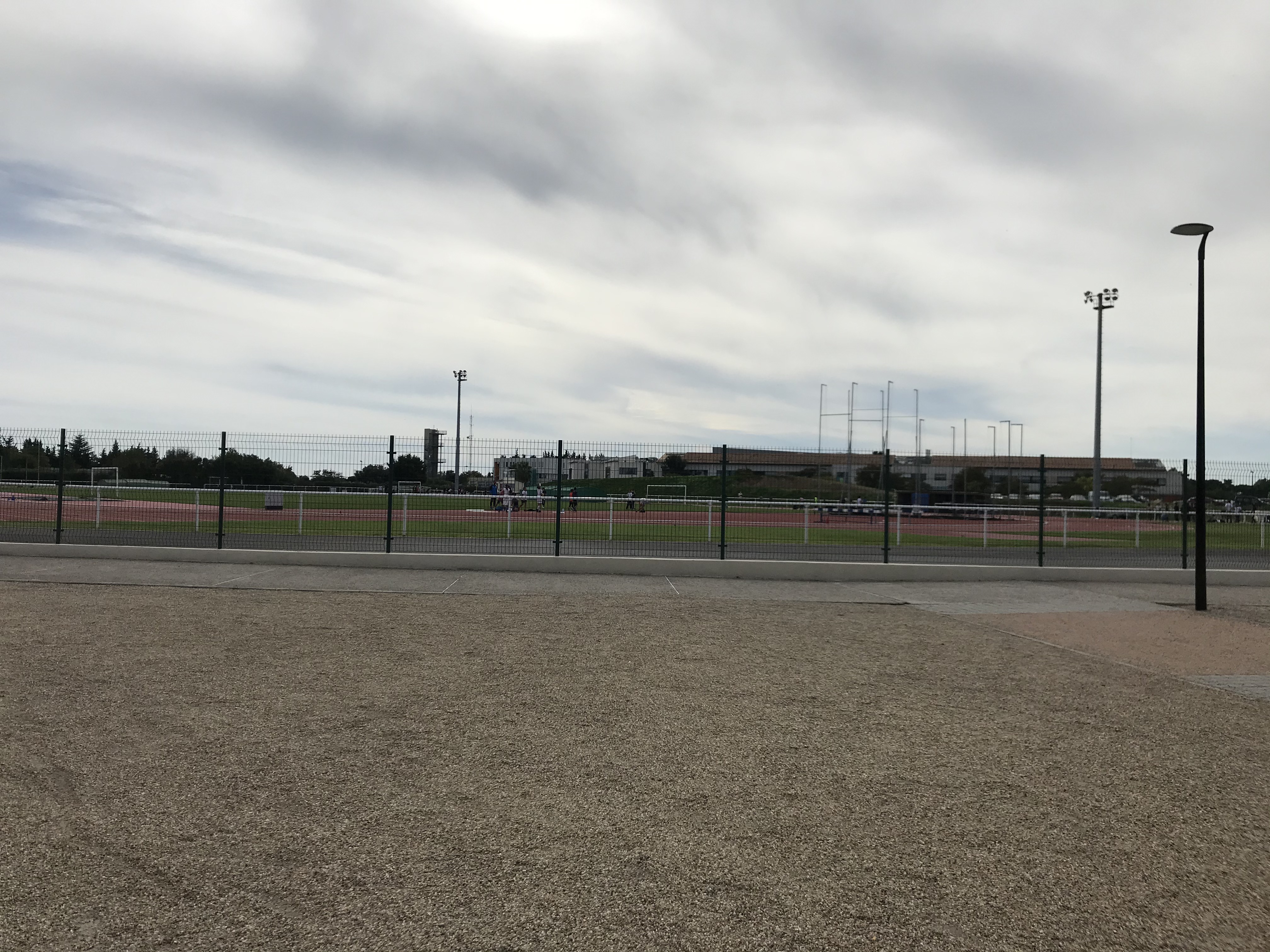
体育场

### 教育
吕内勒属于蒙彼利埃学区。截至2021年1月1日，吕内勒境内共有6所幼儿园、8所小学、3所初级中学和2所普通高中。2021至2022学年度，吕内勒境内共有在校中等教育阶段学生4,449名。

### 医疗
截至2021年1月1日，吕内勒境内共有全科医生44名、保健师50名、牙医20名、护士58名、耳科医生6名、眼科医生5名、皮肤科医生3名、助产士5名和妇科医生2名。境内共有药房8家、养老院2家、残疾人帮扶中心3家。
吕内勒中心医院（是法国的一个区域性医疗机构，其主病区莱萨利康特街健康中心（Pôle Santé Chemin des Alicantes）位于吕内勒镇中心，该院设有床位50个，是当地规模最大的公立综合性医院。

### 住房
2020年，吕内勒境内共有各类住房12,403套，其中57.6%为独立式居民区，42.0%为集中式居民区。常住房屋占吕内勒市镇范围内居民建筑总量的92.2%。
在住房保障政策方面，2022年，吕内勒境内共有2,815户家庭获得了住房经济补助，受益人数占总人口数量的11.9%，其中2,688份为房租补助。

### 商业
2021年，吕内勒境内共有各类实体商铺895家，其中餐厅106家、大型超市12家、杂货店21家、面包房18家、肉铺20家、书店4家、装饰品店3家、银行门店11家、美容美发店48家、汽车维修店53家。市中心建有家乐福、Casino、Lidl等便民超市；市区西部建有开放式商业街区，有Aldi、E.Leclerc、Intermarché等购物商场。

### 体育
2021年，吕内勒境内共有1家游泳池、4间体育馆、2座综合体育场、6处网球场、6处足球或橄榄球场以及4处篮球或排球场。
截至2023年10月，吕内勒境内共有三家注册足球俱乐部。吕内勒加利亚足球俱乐部（编号500152）是当地的代表性足球队，成立于1916年，其主队2023至2024赛季参加奥克西塔尼大区足球联赛甲组（法国第六级别），其主场为费尔南·布吕内尔球场（Stade Fernand Brunel）。
2013年环法自行车赛的路线从吕内勒经过。

### 环境
吕内勒的环境事务由其所属的吕内勒地区市镇公共社区联合各级政府协调负责。2021年，吕内勒境内共有1家污染企业。

### 治安
2021年，吕内勒市镇范围内有1处宪兵队。
吕内勒国家宪兵队（zone gendarmerie de Lunel）的管辖范围共包括29个市镇。2020年，该宪兵队累计记录各类案件6,924起，其中盗窃类案件3,852起，经济类案件814起，毒品交易类案件756起。

## 文化

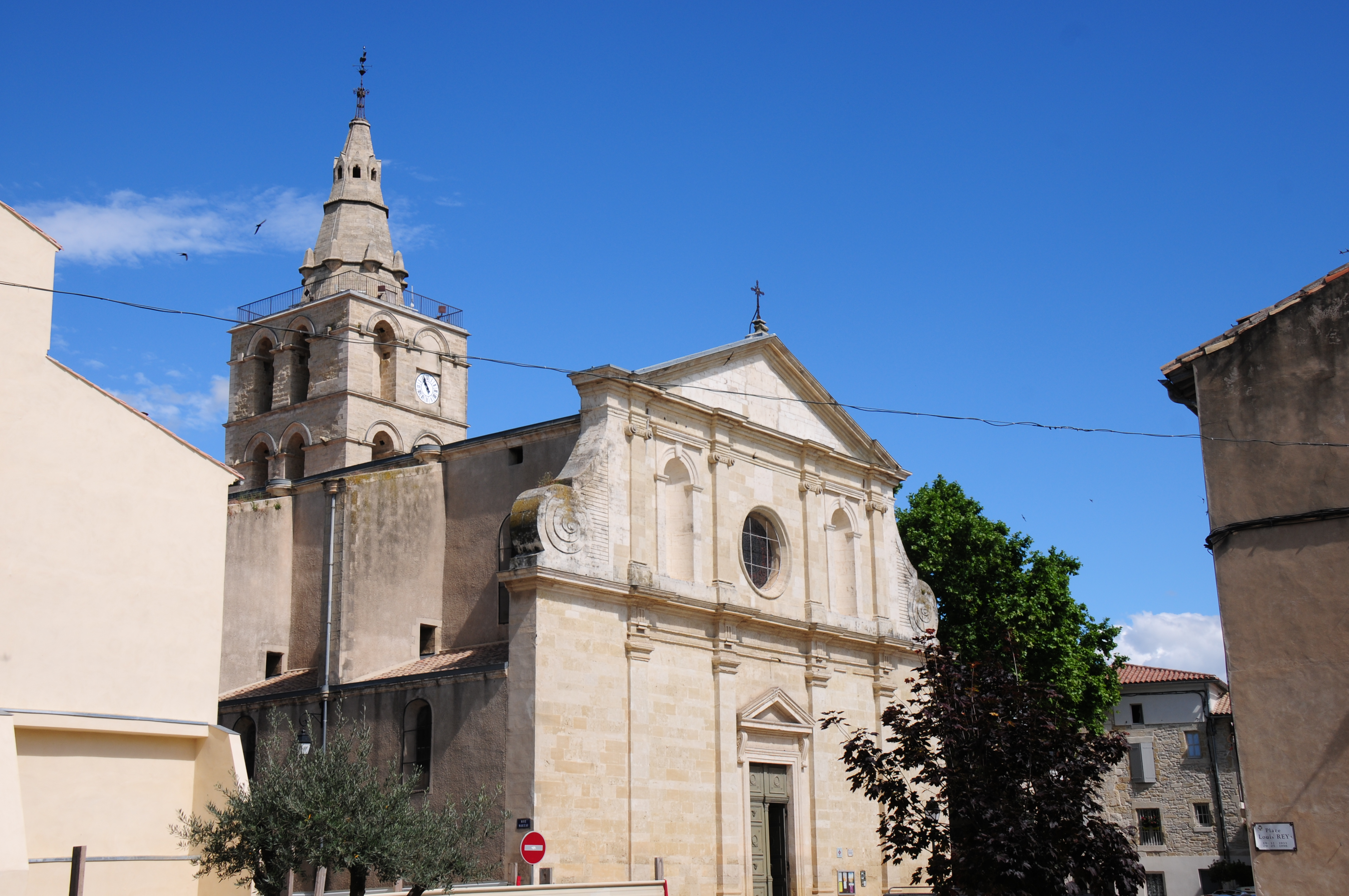
勒拉克圣母教堂

2021年，吕内勒境内有1家电影院。吕内勒市政府提供多媒体中心，每周二、三、五、六向公众开放。

### 建筑
吕内勒境内有多处历史建筑，其中腓力四世旧居为法国国家文物保护单位，勒拉克圣母教堂（Église Notre-Dame-du-Lac de Lunel）是当地的地标性建筑物。

### 旅游
吕内勒的旅游事务由其所属的吕内勒地区市镇公共社区负责。2023年，吕内勒境内共有5家酒店共计231间房间；另有3个露营地，可容纳共553辆露营车。

### 媒体
法国主要的媒体均可在吕内勒接收，法国电视三台下属的奥克西塔尼大区频道在部分时段播出吕内勒所在埃罗省的地方新闻。奥克西塔尼蒙彼利埃电视台、《自由南部》、蓝色法兰西埃罗广播等是当地主要的地方性媒体。

## 相关人物
法国拉比萨米埃尔·伊本·蒂邦、医学家让-巴蒂斯特·蒂莫泰·博姆、导演路易·弗亚德、撑杆跳运动员皮埃尔·拉马迪耶和突尼斯足球运动员埃尔耶斯·斯希里出生于吕内勒。

## 友好城市
截至2023年10月，吕内勒暂未建立任何友好城市关系。